# Ozan İpek
Ozan İpek est un ancien footballeur international turc né le 10 octobre 1986 à Ankara. Il évoluait au poste de milieu de terrain.

## Palmarès
- Bursaspor
  - Champion de Turquie en 2010.

## Statistiques détaillées
Dernière mise à jour le 26 février 2012.
| Saison    | Club              | TOTAL  | TOTAL | Championnat | Championnat | Championnat | Coupe d'Europe | Coupe d'Europe | Coupe d'Europe | Coupes Nationales | Coupes Nationales |
| Saison    | Club              | Matchs | Buts  | Division    | Matchs      | Buts        | Type           | Matchs         | Buts           |                   |                   |
| Saison    | Club              | Matchs | Buts  | Division    | Matchs      | Buts        | Type           | Matchs         | Buts           | Matchs            | Buts              |
| --------- | ----------------- | ------ | ----- | ----------- | ----------- | ----------- | -------------- | -------------- | -------------- | ----------------- | ----------------- |
| 2003-2004 | Batman Petrolspor | 10     | 2     | Lig B       | 10          | 2           | -              | -              | -              | -                 | -                 |
| 2004-2005 | Batman Petrolspor | 26     | 5     | Lig B       | 26          | 5           | -              | -              | -              | -                 | -                 |
| 2005-2006 | Batman Petrolspor | 27     | 10    | Lig B       | 27          | 10          | -              | -              | -              | -                 | -                 |
| 2006-2007 | Kahramanmaraşspor | 22     | 0     | Lig B       | 22          | -           | -              | -              | -              | -                 | -                 |
| 2007-2008 | Kahramanmaraşspor | 21     | 5     | Lig B       | 21          | 5           | -              | -              | -              | -                 | -                 |
| 2008-2009 | Bucaspor          | 18     | 10    | TFF 2. Lig  | 18          | 10          | -              | -              | -              | -                 | -                 |
| 2008-2009 | Bursaspor         | 5      | 0     | Süperlig    | 5           | 0           | -              | -              | -              | -                 | -                 |
| 2009-2010 | Bursaspor         | 35     | 9     | Süperlig    | 29          | 8           | -              | -              | -              | 6                 | 1                 |
| 2010-2011 | Bursaspor         | 38     | 2     | Süperlig    | 29          | 2           | C1             | 5              | -              | 4                 | -                 |
| 2011-2012 | Bursaspor         | 31     | 5     | Süperlig    | 27          | 5           | C3             | 3              | 0              | 1                 | 0                 |